# Reina Anema
Reina Anema (Gorredijk, 25 juli 1993) is een Nederlandse langebaanschaatsster die schaatst bij Team Frysk. Tot april 2021 reed ze voor Team FrySk. Daarnaast was ze invalleerkracht in het basisonderwijs in de gemeentes Opsterland en Heerenveen.

## Biografie
Anema begon als vierjarig meisje met het schaatsen op natuurijs. Dit gebeurde allemaal bij haar ouders voor de deur, die aan de hoofdvaart in Gorredijk wonen. Anema werd lid van de Hardrijders Club Heerenveen en via de gewestelijke selectie kwam ze met dispensatie bij Jong Oranje. Anema werd vervolgens tijdens het NK junioren in 2009 kampioene bij de C-junioren. In het seizoen 2010-2011 maakte ze haar debuut op het NK allround voor senioren, waar ze als 17e eindigde.
Tijdens het NK afstanden in 2016 reed zij op de 1500 en 3000 meter in de top acht, voldoende om zich als eerste reserve te melden voor het ISU EK Allround dat wordt verreden in de Minsk Arena. Na jaren van stagnerende ontwikkeling maakte ze vervolgens de overstap naar Team FrySk. Op 8 december 2017 maakt Anema haar wereldbekerdebuut in Salt Lake City op de 3000 meter vanwege afmeldingen van Ireen Wüst en Antoinette de Jong. Begin november 2018 wist Anema zich met twee vijfde plaatsen op de 3000 en 5000 meter op eigen kracht te plaatsen voor de eerste vier wereldbekerwedstrijden wat haar voor seizoen 2019/2020 ook lukte, maar dan ook met de 1500 meter.

## Persoonlijke records
| Afstand    | Tijd    | Datum            | Baan       |
| ---------- | ------- | ---------------- | ---------- |
| 500 meter  | 40,02   | 9 januari 2021   | Heerenveen |
| 1000 meter | 1.17,39 | 23 oktober 2021  | Heerenveen |
| 1500 meter | 1.55,74 | 29 december 2021 | Heerenveen |
| 3000 meter | 4.01,12 | 27 december 2020 | Heerenveen |
| 5000 meter | 6.57,58 | 3 november 2019  | Heerenveen |

(laatst bijgewerkt: 29 december 2021)

## Resultaten
| Jaar | NK Afstanden                         | NK Allround       | WK Junioren                                                             |
| ---- | ------------------------------------ | ----------------- | ----------------------------------------------------------------------- |
| 2011 |                                      | NC17 (17/15/21/-) |                                                                         |
| 2012 | 20e 1000m 18e 1500m 18e 3000m        |                   | 8e 1500m DNF achtervolging                                              |
| 2013 | 17e 1000m 11e 1500m 13e 3000m        | NC14 (11/18/12/-) | 8e 1000m · 7e 1500m · 7e 3000m · 7e allround (10/7/5/6) · achtervolging |
| 2014 | 20e 3000m                            | NC8 (10/10/6/-)   |                                                                         |
| 2015 | 17e 1500m 16e 3000m                  | NC13 (15/13/13/-) |                                                                         |
| 2016 | 9e 1500m 7e 3000m 8e 5000m           | 8e (13/8/7/6)     |                                                                         |
| 2017 | 17e 1500m 12e 3000m                  | 8e (19/6/8/5)     |                                                                         |
| 2018 | 15e 1500m 8e 3000m 6e 5000m          | 5e · (14/5/5/)    |                                                                         |
| 2019 | 8e 1500m DQ 3000m 6e 5000m           | 5e (12/5/5/4)     |                                                                         |
| 2020 | 7e 1500m 6e 3000m 4e 5000m           | 5e (8/4/4/4)      |                                                                         |
| 2021 | 7e 1500m · 3000m · 5000m             | · (15//4/)        |                                                                         |
| 2022 | 13e 1500m 8e 3000m 9e 5000m          | 4e · (12//4/)     |                                                                         |
| 2023 | 14e 1000m 9e 1500m 6e 3000m 6e 5000m | 7e (10/9/4/8)     |                                                                         |
| 2024 | 14e 1500m 12e 3000m 9e massastart    | 6e (13/7/6/4)     |                                                                         |
| 2025 | 12e 1500m 7e 3000m 7e 5000m          | NC10 (14/8/10/-)  |                                                                         |